# ディアマンロケット
ディアマンロケット (フランス語: Diamant) とはフランスのミサイル開発管理機関 (SEREB) とフランス国立宇宙研究センター (CNES) が開発した人工衛星打ち上げ用ロケットである。名称は英語のダイヤモンドに相当する。

## 概要

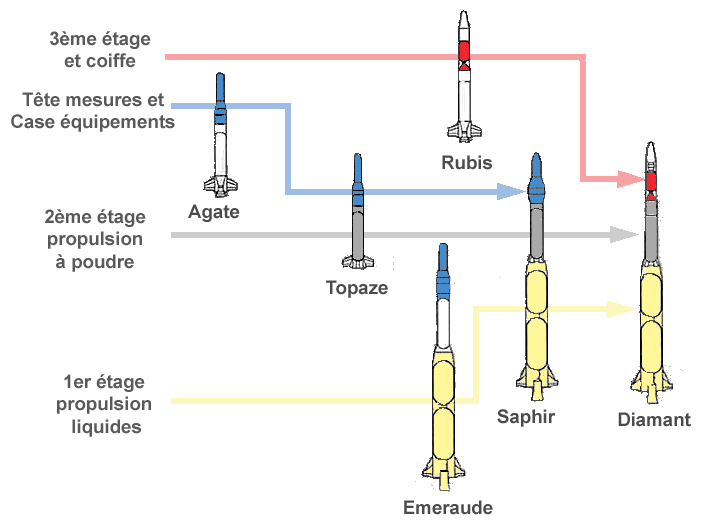
ディアマンの開発図

1958年、前年にソビエト連邦がスプートニク1号を打ち上げたことを受け、シャルル・ド・ゴール大統領（当時）はフランスが独自に核抑止力及び大陸間弾道ミサイル (ICBM) を見据えた人工衛星打ち上げ能力を保持することを決定した。
1959年、SEREBは宝石 (Pierres Précieuses) 計画と名付けられた技術実証計画を開始した。この計画においてSEREBはアゲート、トパーズ、エムロード、リュビ、サフィールといった弾道飛行ロケットを用いて飛翔試験を行い、低軌道に50kgの人工衛星を投入するロケットの開発が可能であるとの報告書を翌1960年末にフランス国防省へ提出した。
宇宙開発の推進方法については広範な議論が行われ、1961年12月19日に国家の宇宙機関としてCNESが発足した。CNESは1962年にフランス国防省装備庁 (DMA) と合意を形成し、3年後の打ち上げを目指してディアマンの開発が開始された。ロケット及び衛星の研究開発はDMAが行い、CNESは研究開発資金の提供を行った。SEREBは計画の主契約者であった。
開発中には少なくとも38機の弾道飛行ロケットによる試験が行われた。ディアマンAは予定通り3年後の1965年11月26日にアマギール射場からフランス初の人工衛星アステリックスを打ち上げ、この成功によってフランスは人工衛星を独自に打ち上げた3番目の国となった。
その後、1967年にアマギール射場がアルジェリア政府との協定の期限切れによって使用継続が困難となり、ギアナ宇宙センターへと移行した。ディアマンは欧州ロケット開発機構 (ELDO) の開発していたヨーロッパの失敗を背景として1974年まで運用され、フランス主導のアリアン計画へと引き継がれた。

## 構成・諸元
部分別の改良が継続して行われ、初期型の「ディアマンA」と後期型の「ディアマンB P4」では大きく異なるものとなっているが、共通して液体燃料の第1段と固体燃料の2,3段という構成をもつ3段式ロケットである。

### ディアマンA

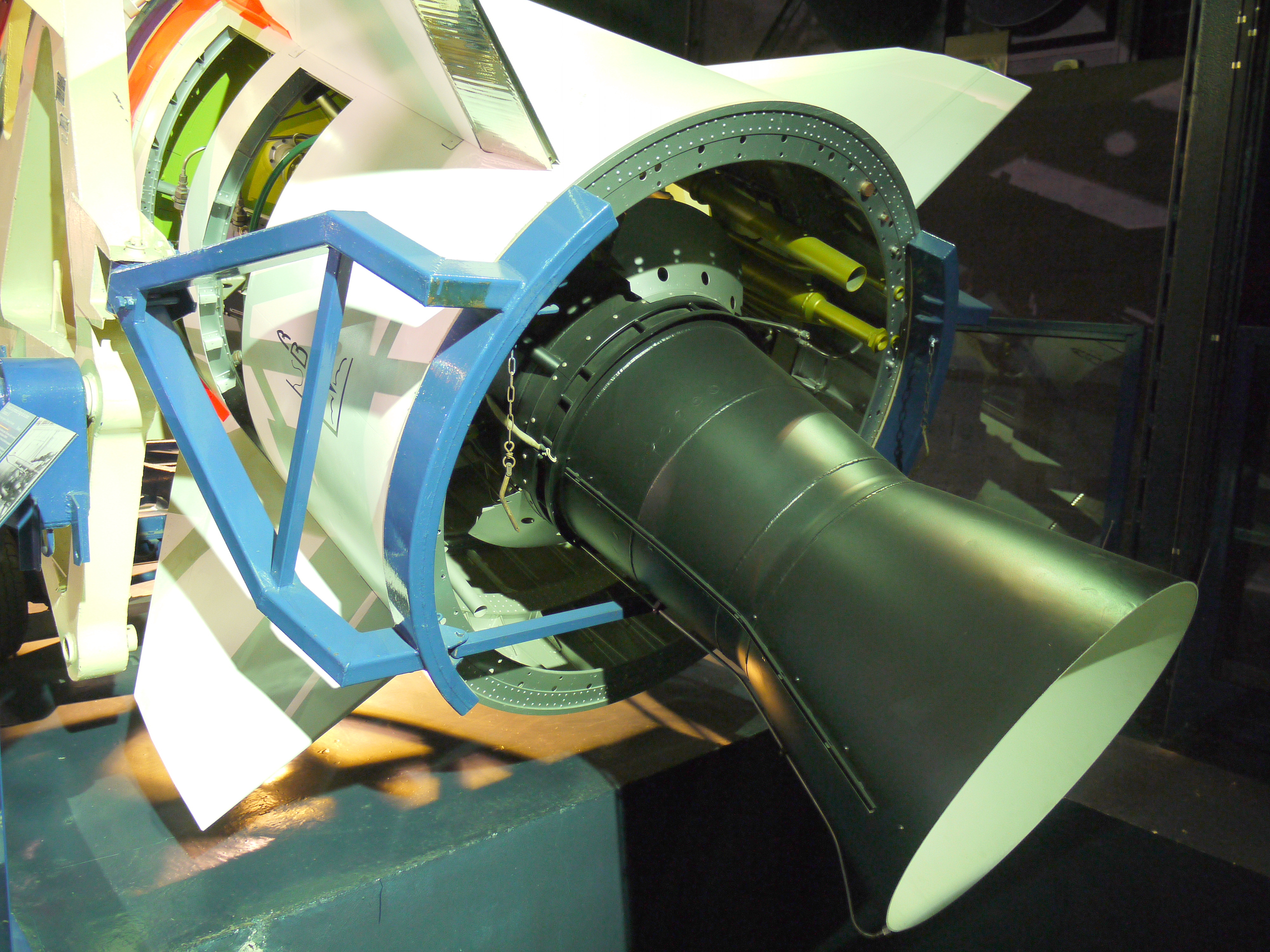
ディアマンA第1段エムロードのVexinエンジン外観。

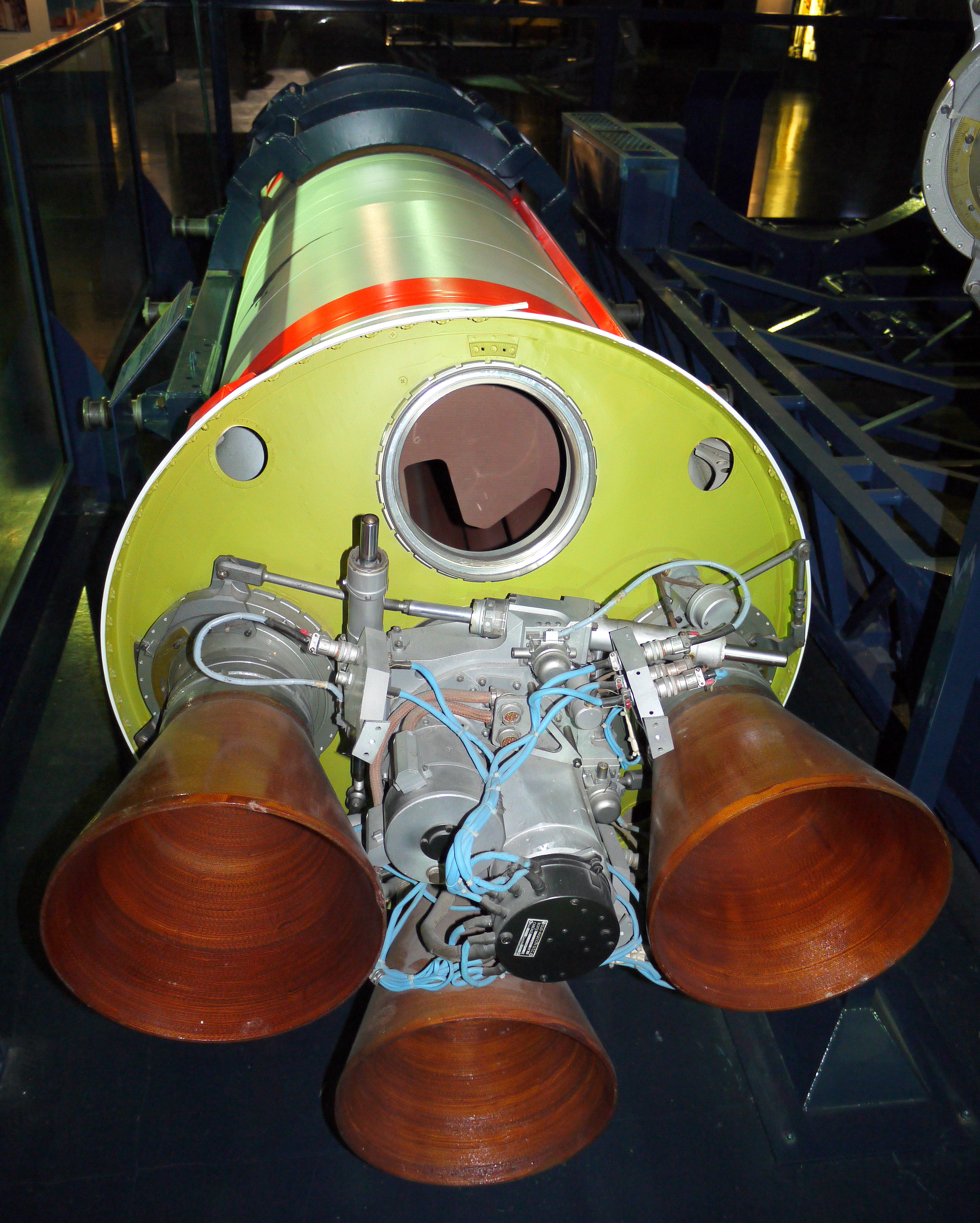
ディアマンA第2段トパーズP2モータノズル部二次液噴射推力偏向 (LITVC) 装置。

サフィールに第3段としてリュビの第2段P064ロケットモータを付加したのがディアマンAである。第1段のエムロードには酸化剤として赤煙硝酸 (IRFNA)、燃料としてテレビン油を用い、第2段トパーズ及び第3段P064には固体燃料を用いている。
4機が打ち上げられ、3機が成功、1機は予定より低い軌道への投入となった。
| ＼           | 主要諸元          | 主要諸元          | 主要諸元          |
| ------------ | ----------------- | ----------------- | ----------------- |
| 全長         | 18.9 m            | 18.9 m            | 18.9 m            |
| 代表径       | 1.4 m             | 1.4 m             | 1.4 m             |
| 全備質量     | 18.4 t            | 18.4 t            | 18.4 t            |
| ペイロード   | 80 kg / 500km LEO | 80 kg / 500km LEO | 80 kg / 500km LEO |
| 段数 (Stage) | 第1段             | 第2段             | 第3段             |
| 名称         | エムロード        | トパーズ          | -                 |
| 使用エンジン | ヴェクサン        | P2                | P064              |
| 各段全長     | 9.98 m            | 4.72 m            | 2.06 m            |
| 各段代表径   | 1.4 m             | 0.85 m            | 0.65 m            |
| 各段質量     | 14.7 t            | 2.93 t            | 0.736 t           |
| 推進剤       | IRFNA/テレビン油  | Isolane           | Isolane           |
| 推進剤質量   | 12.7 t            | 2.28 t            | 0.641 t           |
| 真空平均推力 | 274 kN            | 120 kN            | 38.2 kN           |
| 真空比推力   | 205 s             | 255 s             | 273 s             |
| 有効燃焼時間 | 94 s              | 47 s              | 45 s              |

### ディアマンB
ディアマンAの第1段及び第3段を増強したのがディアマンBである。第1段のアメティストは新開発のものであり、推進剤をより高性能な四酸化二窒素 (NTO) と非対称ジメチルヒドラジン (UDMH) の組み合わせへ変更、全長もエムロードの10mから14mまで延長されている。第3段のP068ロケットモータはP064ロケットモータの増強型である。能力増加に伴い衛星も大型化したためフェアリングの直径も拡張されている。
計画時はスーパー・ディアマンと呼称されており、P16ロケットモータを第1段として使用する案も検討されたが、固体推進剤より液体推進剤の価格が安かったことからアメティストステージが採用された。
CNESにより5機が打ち上げられ、3機が成功、1機が部分成功し、1機が失敗した。
| ＼           | 主要諸元                                                  | 主要諸元                                                  | 主要諸元                                                  |
| ------------ | --------------------------------------------------------- | --------------------------------------------------------- | --------------------------------------------------------- |
| 全長         | 23.5 m                                                    | 23.5 m                                                    | 23.5 m                                                    |
| 代表径       | 1.4 m                                                     | 1.4 m                                                     | 1.4 m                                                     |
| 全備質量     | 24.9 t                                                    | 24.9 t                                                    | 24.9 t                                                    |
| ペイロード   | 160 kg / 300km LEO 115 kg / 500km LEO 25 kg / 1,000km LEO | 160 kg / 300km LEO 115 kg / 500km LEO 25 kg / 1,000km LEO | 160 kg / 300km LEO 115 kg / 500km LEO 25 kg / 1,000km LEO |
| 段数 (Stage) | 第1段                                                     | 第2段                                                     | 第3段                                                     |
| 名称         | アメティスト                                              | トパーズ                                                  | -                                                         |
| 使用エンジン | ヴァロワ                                                  | P2                                                        | P068                                                      |
| 各段全長     | 14.2 m                                                    | 4.72 m                                                    | 1.65 m                                                    |
| 各段代表径   | 1.4 m                                                     | 0.85 m                                                    | 0.85 m                                                    |
| 各段質量     | 20.7 t                                                    | 2.93 t                                                    | 0.78 t                                                    |
| 推進剤       | NTO/UDMH                                                  | Isolane                                                   | Isolane                                                   |
| 推進剤質量   | 18 t                                                      | 2.28 t                                                    | 0.685 t                                                   |
| 真空平均推力 | 349 kN                                                    | 120 kN                                                    | 41.2 kN                                                   |
| 真空比推力   | 221 s                                                     | 255 s                                                     | 276 s                                                     |
| 有効燃焼時間 | 111 s                                                     | 47 s                                                      | 45 s                                                      |

### ディアマンB P4
1972年1月から開発が進められたディアマンBの増強型である。従来のトパーズ（P2ロケットモータ）に替えMSBS中距離弾道ミサイル (IRBM) の第2段として用いられていたリタ（P4ロケットモータ）を第2段として使用した。また、フェアリングにブラック・アローのものを流用することで衛星の大型化に対応した。3機が打ち上げられ全て成功した。
| ＼           | 主要諸元                                                  | 主要諸元                                                  | 主要諸元                                                  |
| ------------ | --------------------------------------------------------- | --------------------------------------------------------- | --------------------------------------------------------- |
| 全長         | 21.6 m                                                    | 21.6 m                                                    | 21.6 m                                                    |
| 代表径       | 1.5 m                                                     | 1.5 m                                                     | 1.5 m                                                     |
| 全備質量     | 26.4 t                                                    | 26.4 t                                                    | 26.4 t                                                    |
| ペイロード   | 200 kg / 300km LEO 153 kg / 500km LEO 45 kg / 1,000km LEO | 200 kg / 300km LEO 153 kg / 500km LEO 45 kg / 1,000km LEO | 200 kg / 300km LEO 153 kg / 500km LEO 45 kg / 1,000km LEO |
| 段数 (Stage) | 第1段                                                     | 第2段                                                     | 第3段                                                     |
| 名称         | アメティスト                                              | リタ                                                      | -                                                         |
| 使用エンジン | ヴァロワ                                                  | P4                                                        | P068                                                      |
| 各段全長     | 14.2 m                                                    | 2.28 m                                                    | 1.65 m                                                    |
| 各段代表径   | 1.4 m                                                     | 1.5 m                                                     | 0.85 m                                                    |
| 各段質量     | 20.7 t                                                    | 4.4 t                                                     | 0.78 t                                                    |
| 推進剤       | NTO/UDMH                                                  | Isolane                                                   | Isolane                                                   |
| 推進剤質量   | 18 t                                                      | 3.62 t                                                    | 0.685 t                                                   |
| 真空平均推力 | 349 kN                                                    | 176 kN                                                    | 41.2 kN                                                   |
| 真空比推力   | 221 s                                                     | 273 s                                                     | 276 s                                                     |
| 有効燃焼時間 | 111 s                                                     | 62 s                                                      | 45 s                                                      |

## 打ち上げ実績
| #  | 打ち上げ日時 (UTC)  | 打ち上げ場所       | 構成           | ペイロード     | 成否     | 備考                   |
| -- | ------------------- | ------------------ | -------------- | -------------- | -------- | ---------------------- |
| 1  | 1965年11月26日14:47 | アマギール射場     | ディアマンA    | アステリックス | 成功     |                        |
| 2  | 1966年2月17日08:33  | アマギール射場     | ディアマンA    | Diapason       | 成功     |                        |
| 3  | 1967年2月8日09:39   | アマギール射場     | ディアマンA    | Diadème 1      | 成功     |                        |
| 4  | 1967年2月15日10:06  | アマギール射場     | ディアマンA    | Diadème 2      | 部分失敗 | 予定より低い軌道へ投入 |
| 5  | 1970年3月10日12:20  | ギアナ宇宙センター | ディアマンB    | Wika, Mika     | 成功     |                        |
| 6  | 1970年12月12日13:04 | ギアナ宇宙センター | ディアマンB    | Péole          | 成功     |                        |
| 7  | 1971年4月15日09:19  | ギアナ宇宙センター | ディアマンB    | Tournesol      | 成功     |                        |
| 8  | 1971年12月5日16:20  | ギアナ宇宙センター | ディアマンB    | D2 Polaire     | 失敗     | 第2段に異常発生        |
| 9  | 1972年5月22日       | ギアナ宇宙センター | ディアマンB    | Castor, Pollux | 失敗     | フェアリング分離失敗   |
| 10 | 1975年2月6日16:35   | ギアナ宇宙センター | ディアマンB P4 | Starlette      | 成功     |                        |
| 11 | 1975年5月17日10:32  | ギアナ宇宙センター | ディアマンB P4 | Castor, Pollux | 成功     |                        |
| 12 | 1975年9月27日08:37  | ギアナ宇宙センター | ディアマンB P4 | Aura           | 成功     |                        |

## 発展型構想
様々な構想が発案されたが、いずれもヨーロッパやアリアンの開発へと発展的に解消された。

### ディオジェーヌ
ディアマンの第2段として液体酸素と液体水素を推進剤とするHM-4エンジンを用いたオニキス(H3.5)を使用する構想。1962年に構想されたが、1960年代後半にELDO-C（後のヨーロッパ3）へと発展的に解消された。名称の "Diogéne" は "Diamant-Hydrogéne" の略。

### スーパー・ディアマン（固体案）
P16ロケットモータ、P2ロケットモータ、P1ロケットモータの3段からなる全段固体燃料ロケットの構想。全長17m、全備質量22.5t、軌道投入能力は高度200kmの低軌道に250kgとされ、1968年または1969年の打ち上げを予定していた。推進剤価格の安さから液体案が採用され、ディアマンBとなった。

### ハイパー・ディアマン
P16ロケットモータ、P10ロケットモータ、P2ロケットモータ、P1ロケットモータの4段からなる全段固体燃料ロケットの構想。全長22m、全備質量35t、軌道投入能力は静止軌道に55kgとされ、1969年の打ち上げを予定していた。

### ヴェンパ
ヨーロッパ2の第4段PASの飛翔試験のため、ディアマンBの第2段をダミーとし、第3段をPASに置き換える構想。1969年以降4機の打ち上げを予定していたが、ELDOの経済的な問題により1968年に中止された。名称の"VEMPA"は"Véhicule pour d'Essai des Moteurs de Périgée et d'Apogée"の略。

### カルメン
ディアマンBの第1段のタンクを拡張し、エンジンを2基クラスタ化した上、第2段及び第3段にヨーロッパの第2段コラリー及び西ドイツが開発した第3段アストリスを用いる3段式ロケットの構想。総重量は65t、軌道投入能力は低軌道に600kg、静止軌道に95kgとされ、1971年の打ち上げを予定していた。

### ヴァルカン
第1段としてディアマンBの第1段であるアメティストを4基束ねたカトリーヌ、第2段にコラリーのタンクを拡張しエンジンを2基クラスタ化したステージ、第3段としてヨーロッパの第3段用に西ドイツが開発したアストリスを用いる3段式ロケットの構想。総重量は100.5t、軌道投入能力は低軌道に1,050kg、静止軌道に170kgとされ、1972年の打ち上げを予定していた。ヨーロッパ2の代替として位置づけられており、第1段のフルスケールモックアップのみが1966年に製作された。

### バッカス
第1段としてカルメンの第1段を4基束ねたオクタヴィア、第2段及び第3段として液体燃料のディアーヌ及びミレーユを用いる3段式ロケットの構想。総重量は228t、軌道投入能力は低軌道に2,800kg、静止軌道に450kgとされ、1973年の打ち上げを予定していた。

### スーパーヴァルカンB
第1段としてオクタヴィアのタンクを拡張し、エンジンを強力なものへ変更したステージを用い、第2段と第3段にヴァルカンの第1段と第2段を流用する3段式ロケットの構想。全長44m、直径4m、総重量363t、軌道投入能力は低軌道5,000kg、静止軌道800kgとされ、1975年の打ち上げを予定していた。ソビエト連邦のボストークロケットに対抗するものとして位置づけられていた。液体酸素及び液体水素を推進剤とするステージの上段への適用も検討されたが、技術的飛躍が大きく現実的ではないとされた。

### ディアマンB/C
ディアマンB P4 に上段として固体ロケットモータを追加した4段式ロケットの構想。フェアリングはディアマンB P4 と同様にブラック・アローのフェアリングを用いる。軌道投入能力は低軌道に240kgとされた。

### ブラック・ディアマン
ディアマンB P4 の第2段をブラック・アローの第2段に置き換える構想。フェアリングはディアマンB P4 と同様にブラック・アローのフェアリングを用いる。軌道投入能力は低軌道に190kgとされた。